# Leopold I van België
Leopold Joris Christiaan Frederik van Saksen-Coburg-Saalfeld (Coburg, 16 december 1790 – Laken, 10 december 1865), prins van Saksen-Coburg-Saalfeld, hertog van Saksen, was van 21 juli 1831 tot aan zijn dood de eerste koning der Belgen: Leopold I van België.

## Biografie

### Jeugd en militaire carrière
Op 16 december 1790 werd Leopold Joris Christiaan Frederik geboren in Coburg, waarschijnlijk in het Prinsenpaleis. Hij was de derde zoon en achtste kind van hertog Frans van Saksen-Coburg-Saalfeld en Augusta van Reuss-Ebersdorf en Lobenstein.
In 1795 op vijfjarige leeftijd werd hij al door de Russische tsarina Catharina de Grote benoemd tot kolonel van het regiment Izmailovski van de Keizerlijke Wacht. Zeven jaar later werd hij er benoemd tot generaal. Die benoemingen had hij te danken aan het huwelijk van zijn zus Juliana met Catharina's kleinzoon Constantijn. Tot zijn elfde kreeg Leopold les van zijn energieke grootmoeder Sofie Antoinette van Brunswijk-Wolfenbüttel, de rest van zijn opleiding werd toevertrouwd aan dominee Gottlieb Scheler.

In 1805 sloot de 15-jarige Leopold zich aan bij het leger van Moravië, maar hij keerde al snel terug zonder ooit de vuurlinie te hebben gezien. Hij besloot nadien om rechten te gaan studeren. Toen het hertogdom Saksen-Coburg-Saalfeld in 1806 werd bezet door de troepen van Napoleon, schoof hij zijn militaire carrière opzij en vertrok hij naar Parijs om zich te bekwamen in de diplomatieke omgangsvormen. Aan het keizerlijk hof was hij een opvallende persoonlijkheid. Napoleon bood hem de positie van vleugeladjudant aan, maar dat weigerde hij. Ook zijn broer had voordien hetzelfde aanbod afgeslagen. Nadien nam hij met het Russische leger deel aan de campagnes tegen de keizer. Met een regiment kurassiers drong hij het Franse leger terug tot Peterswalde en in 1814 trok hij met de generale staf van het Russische leger zegevierend Parijs binnen. In 1815 werd hij benoemd tot veldmaarschalk.

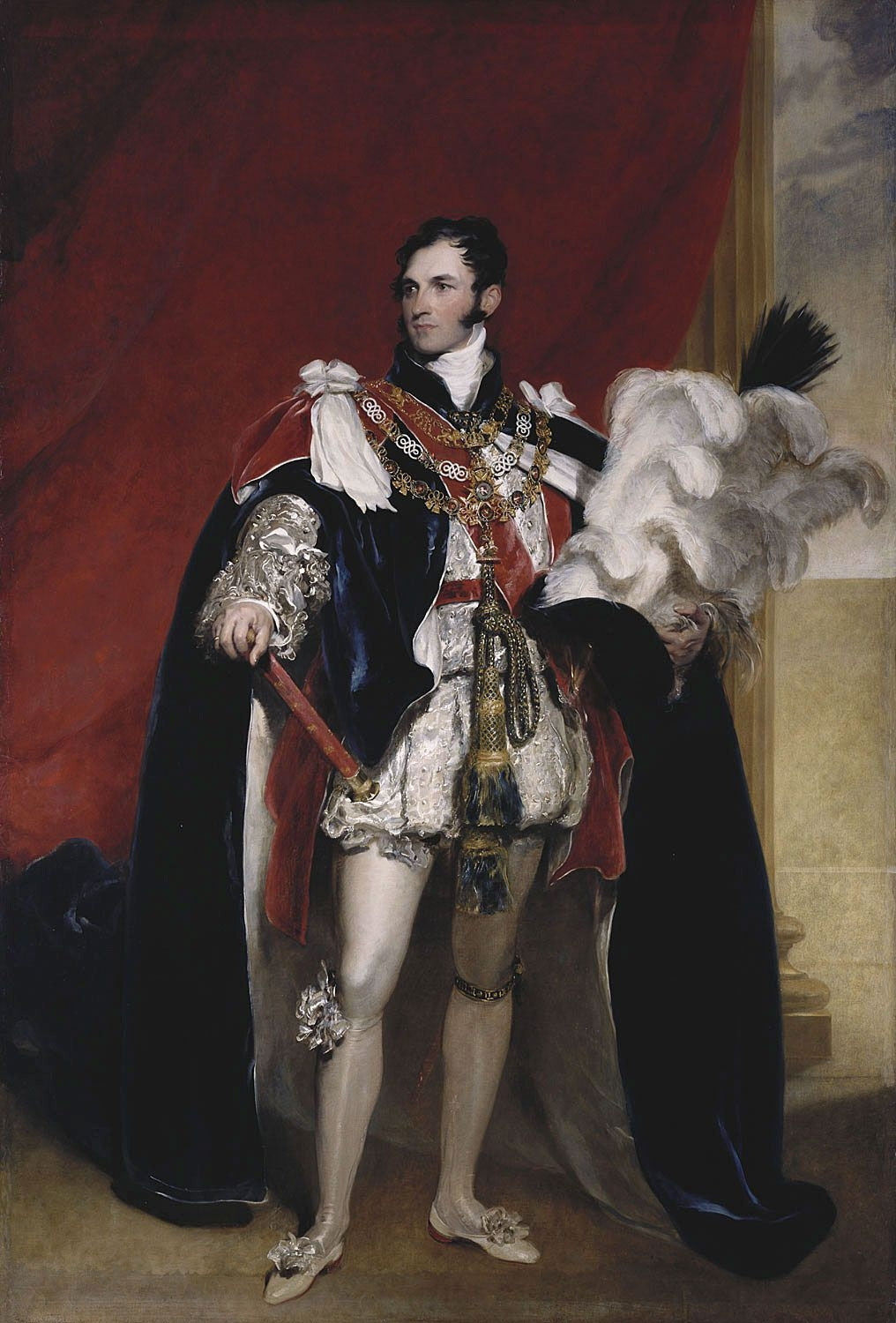
Leopold als ridder van de Kousenband. Portret door Thomas Lawrence uit 1821, hangend in de Waterloo Chamber van Windsor Castle.

Leopold pendelde tussen Duitsland en Rusland, en ook in Parijs was hij bekend. Hij was een van de meest invloedrijke diplomaten uit zijn tijd. In het gevolg van de tsaar Alexander I nam hij deel aan het Congres van Wenen, waar hij indruk maakte met zijn intellect, milde ironie en zijn knappe verschijning. De vrouw van Lodewijk Napoleon, Hortense de Beauharnais, liet zich ontvallen nog nooit zo'n mooie man te hebben ontmoet. Uit bronnen is bekend dat Leopold een van de meest aantrekkelijke partijen was en deze natuurlijke voorsprong werd mee uitgebuit door zijn moeder.

### Britse prins en eerste huwelijk
Op 2 mei 1816 trouwde Leopold met de Britse kroonprinses Charlotte Augusta, de enige dochter van de latere koning George IV van het Verenigd Koninkrijk. Al in de zomer van 1814 was hij naar Engeland gereisd om haar het hof te maken. Naar aanleiding van dit huwelijk verkreeg hij de Britse nationaliteit en werd hij tot veldmaarschalk benoemd. De pasgehuwden, die grote affectie koesterden voor elkaar, namen hun intrek in Claremont House, nabij Windsor. Op 5 november 1817 baarde Charlotte een doodgeboren zoon, na een zware bevalling. Ze stierf zelf de volgende dag. Leopold was in shock en kwam de klap nooit meer te boven. Hij liet voor haar een monument oprichten in het paviljoen van Claremont House, waar hij vele mooie momenten met haar had beleefd. Als weduwnaar bleef hij verder wonen aan het Britse hof en behield hij zijn dotatie.
De banden met het Verenigd Koninkrijk bleven nadien ook zeer hartelijk. Via zijn zus, Victoria van Saksen-Coburg-Saalfeld, was hij oom van de in 1819 geboren prinses Victoria. Nadat zijn schoonbroer en de broer van koning George IV, Eduard August van Kent, in 1820 overleed, zorgde hij ook mee voor de opvoeding van zijn nicht, de latere koningin Victoria, zowel affectief als politiek. "My second father, my only father", zou ze hem later genoemd hebben.

Troonrede voor de verenigde kamers

### Aanbod Griekse troon
In 1830 kreeg Leopold het aanbod om koning te worden van het pas onafhankelijke Griekenland. Net als vele andere Europese edelen was Leopold in de ban van het filhellenisme, een stroming met een voorliefde voor de Griekse cultuur, en steunde hij de Griekse Onafhankelijkheidsoorlog tegen het Ottomaanse Rijk. Toen hem, door de ad interim-president graaf Ioannis Kapodistrias de troon werd aangeboden, wilde hij deze aanvaarden, alhoewel hij de Griekse taal niet sprak. De prins stelde wel strikte voorwaarden voor.
Na de troon eerst aanvaard te hebben, gaf hij deze toch nog op voor een eventuele troonsbestijging, nadat het duidelijk werd dat de grote Europese mogendheden niet zouden toegeven aan de Griekse eisen betreffende de landsgrenzen in het noorden en rond de Ionische Eilanden. Aangezien er geen akkoord was en Leopold weigerde om te regeren in een onstabiel land (er dreigde een burgeroorlog uit te breken), zonder grenzen en zonder een welwillende bevolking, betekende dit het einde van zijn Griekse ambities. Kapodistrias werd vervolgens in 1831 door misnoegde clanleden vermoord in de toenmalige hoofdstad Nauplion. De Griekse troon ging uiteindelijk in 1832 naar de zeventienjarige prins Otto van Beieren, zoon van koning Lodewijk I van Beieren.

### Koning der Belgen

#### Belgische Revolutie en koningskeuze

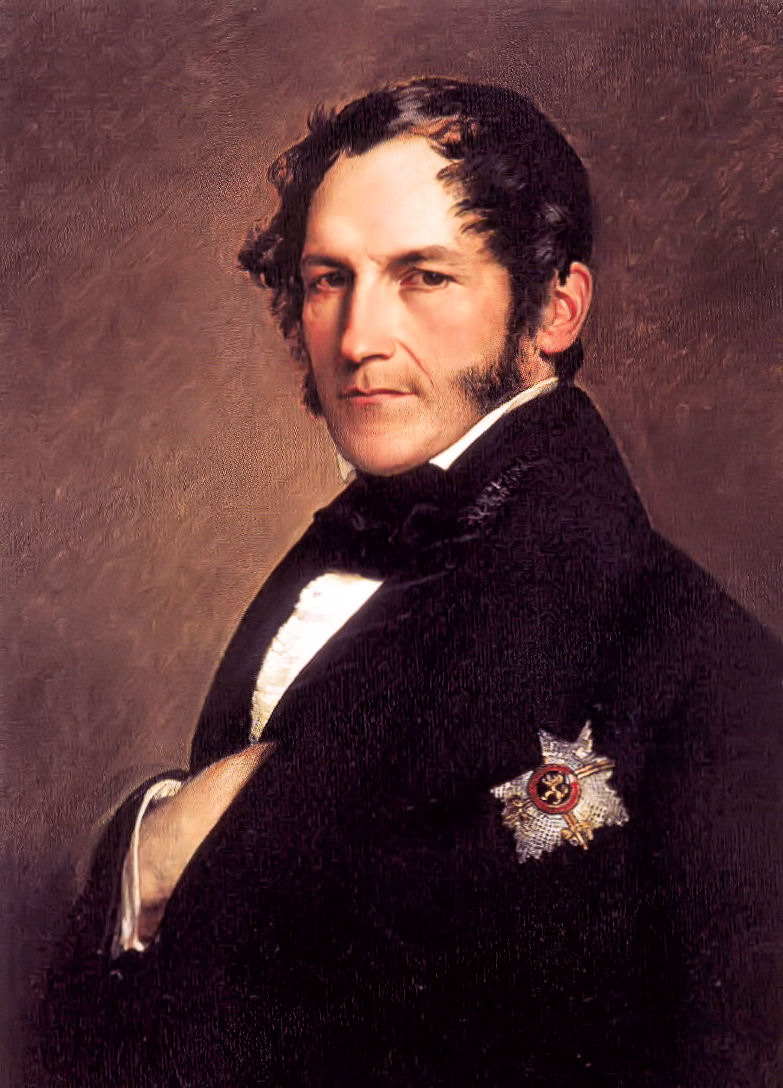
Burgerlijk portret van Leopold I door Franz Xaver Winterhalter, 1839

Na de Belgische Revolutie van 1830 legde het Belgische Nationaal Congres per Decreet nr. 5 van 24 november 1830 vast dat het huis Oranje-Nassau voor eeuwig uitgesloten was van de Belgische troon. Dit decreet is tot op de dag van vandaag van kracht en heeft bovendien grondwettelijke waarde. Deze uitsluiting werd vastgelegd in een periode waarin prins Willem Frederik van Oranje, de zoon van koning Willem I en de latere koning Willem II, voor de Europese mogendheden een aanvaardbare kandidaat leek voor de Belgische troon.
Het Nationaal Congres besloot in Decreet nr. 4 van 22 november 1830 dat het onafhankelijke België een parlementaire constitutionele monarchie zou worden. Bij het Decreet nr. 35 van 29 januari 1831 besloot het Nationaal Congres dat de officiële titel die het Belgische staatshoofd zou dragen die van Koning der Belgen zou zijn, en niet die van Koning van België. Dit gebeurde in navolging van de Julimonarchie in Frankrijk, waar Lodewijk Filips I van Frankrijk, de zogenaamde Burgerkoning, Roi des Français was. Hiermee zette het Congres zich af tegen de absolute monarchie.
Door het Nationaal Congres werd op 24 januari 1831 de rooms-katholieke edelman Erasme Louis Surlet de Chokier tot tijdelijk regent benoemd, in afwachting van de beëdiging van een koning. Op 3 februari had het Nationaal Congres Lodewijk van Orleans, hertog van Nemours en zoon van koning Lodewijk Filips I, als toekomstige vorst verkozen boven August van Leuchtenberg en aartshertog Karel van Oostenrijk-Teschen. De hertog van Nemours werd echter niet aanvaard door de Europese grote mogendheden wegens zijn te hechte connecties met Frankrijk. Bovendien vond zelfs zijn eigen vader het te gevaarlijk, waardoor hij de troon weigerde.
Het Nationaal Congres zocht toenadering tot het Verenigd Koninkrijk, aangezien de angst begon te heersen dat België door Pruisen, Frankrijk en Nederland langs de taalgrenzen zou worden opgedeeld. Engeland stelde daarop de Britse prins Leopold voor als koning. Met zijn Duitse afkomst en Russische dienstjaren genoot hij het vertrouwen van de andere mogendheden. Enkel met Frankrijk zouden banden tot stand moeten worden gebracht via een huwelijk. Vervolgens werd Leopold op 4 juni 1831 door het Nationaal Congres verkozen met een grote meerderheid van 152 op 196 stemmen. Leopold had wat het congres dacht nodig te hebben, namelijk de steun van Engeland, dat het nog het best meende met de Belgische onafhankelijkheid, en internationale ervaring en prestige. Ook bij de Franse koninklijke familie had hij een goede reputatie; zij had zijn bruiloft met prinses Charlotte bijgewoond en was op bezoek gekomen in Claremont House. Leopold sprak vloeiend Duits en Engels, redelijk Frans en een mondje Russisch, en hij had ook goede relaties met de bankiersfamilie Rothschild. Het Nederlands was hij niet machtig. Een ernstig bezwaar was dat de nieuwe koning lutheraans was. Daarom moest hij de verzekering geven dat hij met een katholieke prinses zou trouwen en zijn kinderen katholiek zou opvoeden.

#### Intrede in België

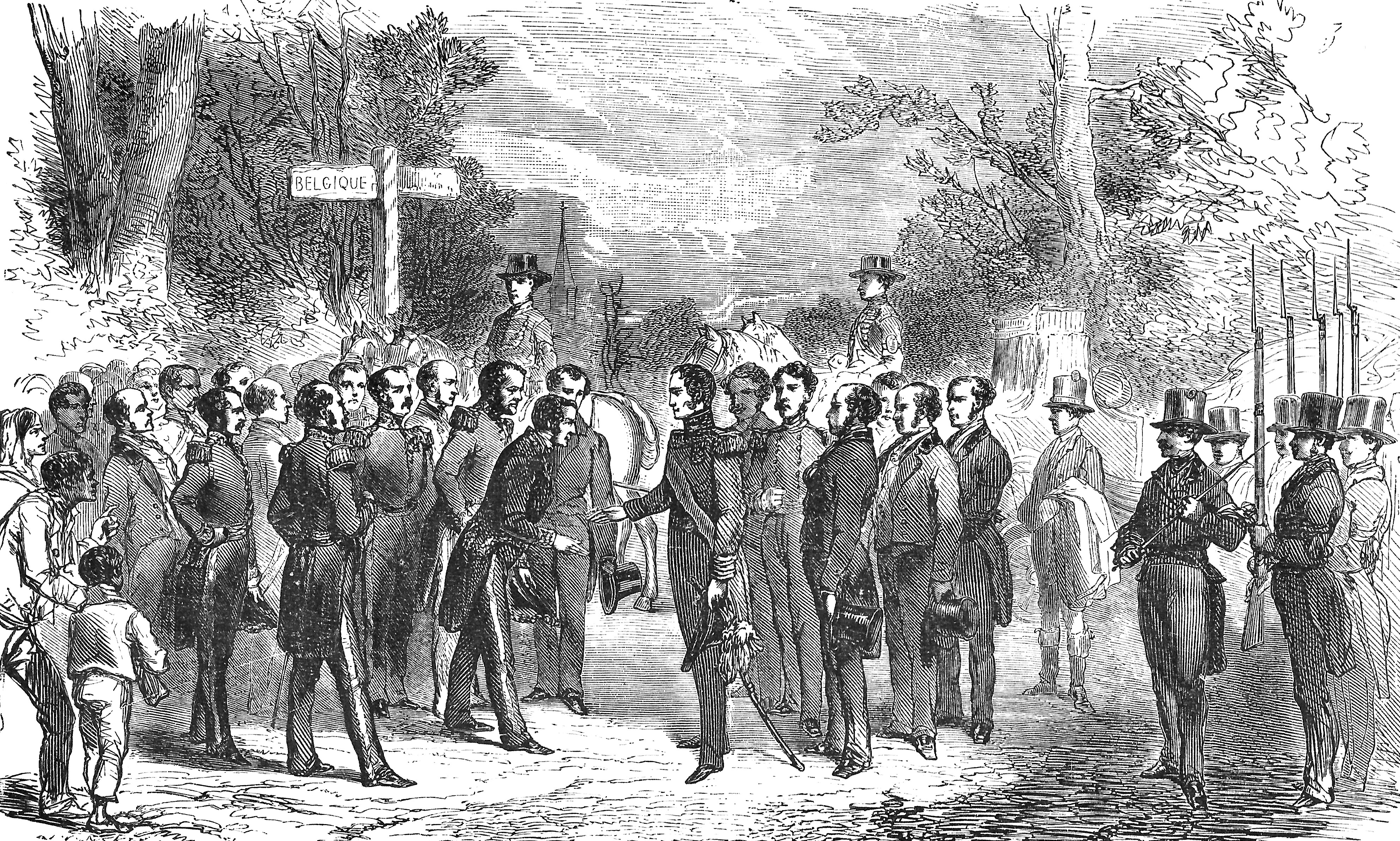
Aankomst van Leopold I aan de Belgische grens. De Panne, 17 juli 1831.

Leopold aanvaardde de Belgische troon op voorwaarde van een duidelijk grensverdrag met Nederland. Hiertoe werd het Verdrag der XVIII artikelen opgesteld, dat de grens tussen Nederland en België teruglegde op die van 1790. Het verdrag werd ondertekend door de grote mogendheden Frankrijk, Verenigd Koninkrijk, Pruisen en Rusland. Na behoorlijk wat discussie stemde het Belgische Nationaal Congres op 9 juli 1831 in met het verdrag, met 126 stemmen tegen 70. Nederland weigerde het traktaat echter te ondertekenen en stuurde aan op de Tiendaagse Veldtocht. Na de instemming had Leopold geen bezwaren meer. De koning had het wel moeilijk met de beperkte politieke macht van de monarch. Later sprak hij zelfs van een politiek dwangbuis. Gedurende zijn hele bewind probeert hij tegen de grondwet in steeds meer persoonlijke macht te verwerven. Slechts geleidelijk stuit hij op verzet van de regering.
De koning stak per boot vanuit Engeland Het Kanaal over en kwam aan in Calais. Vervolgens werd hij per koets over het strand naar De Panne gebracht, waarna hij in Veurne een maaltijd kreeg. Via Oostende, Brugge en Gent reisde hij naar Laken. Op 21 juli 1831 legde hij, op het Koningsplein in Brussel, de eed af als eerste Koning der Belgen. Hij zou het overgrote deel van zijn regering wijden aan de consolidering van de jonge staat.

#### Tiendaagse Veldtocht
Nog geen twee weken later, op 2 augustus 1831, vielen Nederlandse troepen het pas onafhankelijke land binnen. De nieuwe koning was toen in Luik voor zijn Blijde Intrede daar. Hij mobiliseerde zijn leger en riep de hulp in van Engeland en Frankrijk. Gedurende een periode van acht jaar waren er schermutselingen, maar in 1839 werd de Belgische onafhankelijkheid onder grote internationale druk officieel erkend door Nederland. België kwam er wel verzwakt uit. Koning Willem I der Nederlanden verklaarde zich akkoord met het Verdrag der XXIV artikelen na een gebiedsafstand van Nederlands Limburg door het jonge koninkrijk België ten voordele van Nederland. België moest voortaan ook tolrechten betalen voor de scheepsdoorgang op de Schelde. In dat verdrag aanvaardden de grote mogendheden de onafhankelijkheid in ruil voor zijn neutraliteit.

#### Tweede huwelijk en kinderen
Op 9 augustus 1832 trad Leopold in het Franse Compiègne voor de tweede maal in het huwelijk. Hij huwde met prinses Louise Marie van Orléans, dochter van koning Lodewijk Filips I van Frankrijk, die 22 jaar jonger was dan hij. Deze verbintenis was een zuiver politieke zet, om de relaties met Frankrijk te verbeteren en zo de Belgische onafhankelijkheid en diplomatieke positie te versterken. Hij verzekerde zich er zo ook van dat Frankrijk België niet militair zou annexeren, want dan zou de Franse koning zijn eigen dochter van de troon stoten.
Het echtpaar kreeg vier kinderen:
- Prins Lodewijk Filips (1833 - 1834);
- Prins Leopold (1835 - 1909), de latere koning Leopold II;
- Prins Filips (1837 - 1905), vader van de latere koning Albert I;
- Prinses Charlotte (1840 - 1927), gehuwd met keizer en aartshertog Maximiliaan en werd de latere keizerin van Mexico.

Het huwelijk was niet gelukkig, onder meer door de ontrouw van Leopold. Hij had namelijk verschillende buitenechtelijke relaties. Met name met Arcadie Claret, "madame Meyer", had hij een duurzame relatie waaruit twee zonen geboren werden. Leopold zorgde ervoor dat zij barontitels kregen in Duitsland. Op 11 oktober 1850 stierf koningin Louise-Marie in Oostende aan tuberculose.

#### Koningschap

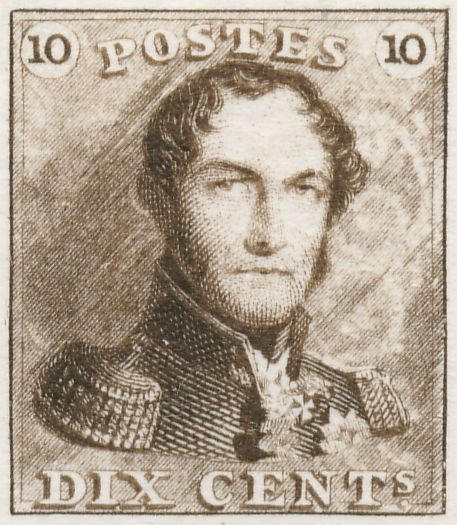
De postzegels van het type Epauletten, de eerste Belgische postzegels.

Naar Engels voorbeeld werd in 1835 onder Leopold's gezag de eerste spoorlijn op het Europese vasteland geopend, de verbinding tussen Brussel en Mechelen. Het was de bekroning van een project waaraan de koning sinds 1832 meewerkte.
De koning, die zelf protestant was en dat bleef tijdens zijn koningschap, was er medeverantwoordelijk voor dat de ca. 7000 protestanten van het land hun wettelijke gelijkstelling, daterend van 1802, voortgezet zagen. Op zijn aandringen werd het anglicanisme in 1835 een erkende godsdienst in België. Protestanten kregen dus door zijn invloed dezelfde rechten als katholieken.
Leopold was ook van invloed op de Britse monarchie, toen hij zijn nichtje Victoria van het Verenigd Koninkrijk en zijn neef Albert van Saksen-Coburg-Gotha koppelde. Ook voerde hij een intense briefwisseling met hen. Meer algemeen onderhield hij een fenomenale correspondentie met een netwerk van machtigen. Op dat vlak vervulde hij met verve de bemiddelende rol waarvoor de mogendheden hem op de troon van de Belgische bufferstaat hadden geplaatst.
De koning bepleitte in 1842 wetgeving voor vrouwen- en kinderarbeid, maar daar was de tijd nog niet rijp voor.
In 1848 verjoeg een republikeinse revolutie Lodewijk Filips I van de Franse troon. Die revolutie deinde uit over heel Europa, maar België bleef gespaard, vooral dankzij de diplomatieke inspanningen van de koning. In het binnenland was hij ook ontzettend populair.
In 1849 verschenen de eerste Belgische postzegels. Het ging om het type Epauletten en beeldde de koning af.

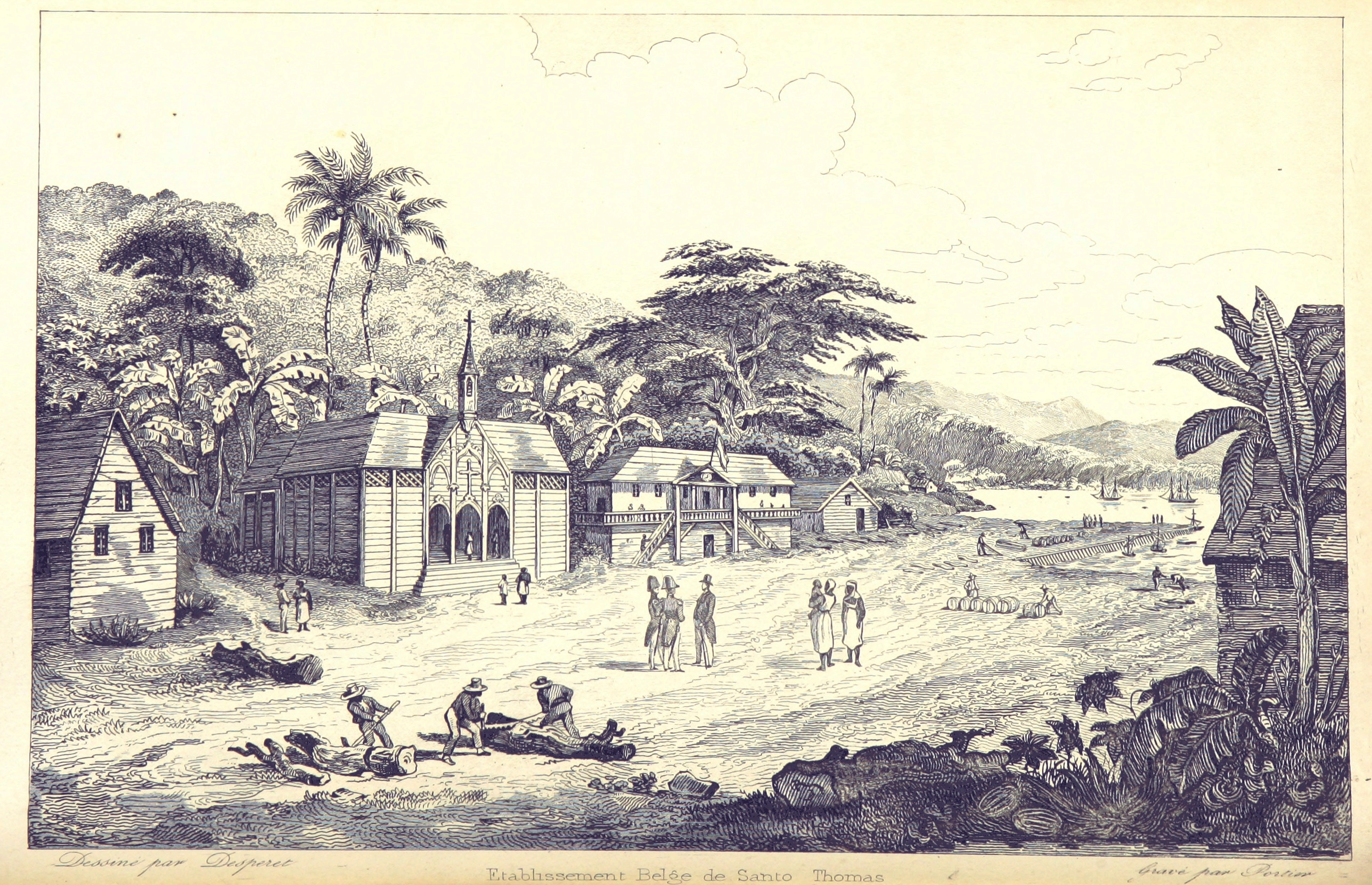
De Belgische nederzetting in Santo Tomás in 1844

#### Koloniale politiek
Onder het bewind van koning Leopold I werden meerdere kolonisatiepogingen ondernomen, zoals onder meer in Santo Tomás in Guatemala door de Compagnie Belge de Colonisation. Ten tijde van het koloniseren van de Belgische kolonie aan de Rio Nuñez waren er Belgen betrokken bij het Incident aan de Rio Nuñez, nabij Boké, in 1849.

### Overlijden
Naarmate Leopold ouder werd, begon zijn gezondheid af te takelen. Hij kreeg last van galstenen en jichtaanvallen en stond permanent onder doktersbehandeling. In 1865 kreeg hij een hersenbloeding en na een bezoek aan zijn nicht Victoria kreeg hij ook nog bronchitis. Uiteindelijk stierf koning Leopold op 10 december 1865 (om kwart voor middernacht) in Laken. Zijn laatste woord was duidelijk, "Charlotte". Het is wel niet bekend of Leopold hiermee zijn eerste vrouw of zijn dochter bedoelde. De eerste koning der Belgen kreeg een uitvaart in de kerk van Laken. De pastoor weigerde aanvankelijk Leopold in de gewijde grond van de Sint-Barbarakapel te begraven, maar na een tussenkomst van aartsbisschop Engelbertus Sterckx bond hij in. Na de afwerking van de nieuwe Onze-Lieve-Vrouwekerk werd het stoffelijk overschot van de koning in 1876 overgebracht naar de koninklijke crypte, waar hij rust tussen al zijn opvolgers en familie. 

## Privéleven

### Minnaressen
In 1829, tijdens Leopolds periode in het Verenigd Koninkrijk, ging hij een verhouding aan met de jonge Duitse actrice Karoline Bauer, die hij naar Engeland liet overkomen. Volgens sommige bronnen, met inbegrip van Bauers memoires, sloten ze in het geheim een morganatisch huwelijk. Na korte tijd was de liefde over en keerde Bauer terug naar Pruisen.
Ook al bleef Leopold met zijn tweede vrouw Louise Marie goede betrekkingen onderhouden, op het intieme vlak vervreemdde hij van haar na de geboorte van de kinderen en hij hield er verschillende minnaressen op na. Hij had vooral een meer dan twintig jaar durende relatie met Arcadie Claret, die een aanvang nam in de laatste levensjaren van de koningin maar vooral het sentimentele leven van de weduwnaar beheerste. Met haar kreeg hij twee zonen:
- Georg (1849-1904)
- Arthur (1852-1940)

De koning gaf zijn buitenechtelijke zoons de Coburgse titel baron van Eppinghoven.

### Vrijmetselaar
Vaak is beweerd dat Leopold I vrijmetselaar was. De mogelijkheid bestaat dat hij in 1813 geïnitieerd werd in de loge Zur Hoffnung (L'Espérance) in Bern. Dat jaar bevond Leopold zich echter in Rusland waar hij generaal was in het tsaristisch leger. Het kan dan ook hoogstens een schriftelijke inwijding geweest zijn, op afstand. De documenten hierover zijn schaars en niet doorslaggevend. De nog steeds actieve werkplaats noemt de koning niet onder zijn voorname aangeslotenen. Deze loge behoorde in 1813 tot de zeer Napoleongezinde Grand Orient de France, wat de aansluiting van een tsaristisch (in dat jaar vijandig) officier zeer onwaarschijnlijk maakt.
Vreemd genoeg lijkt hij geen enkel contact te hebben onderhouden met de vrijmetselarij in Engeland, hoewel heel wat leden van de koninklijke familie hierin hoge functies bekleedden. Zijn schoonvader koning George IV van het Verenigd Koninkrijk (1762-1830) was als prins van Wales meer dan twintig jaar grootmeester van Premier Grand Lodge of England geweest. Diens broer, Eduard August van Kent (1767-1820), vader van koningin Victoria van het Verenigd Koninkrijk was de laatste grootmeester van de Antients en een andere broer, hertog August Frederik van Sussex Sussex (1773-1843) werd in 1813 de eerste grootmeester van United Grand Lodge of England, hetgeen hij tot zijn dood bleef.
Toen Leopold koning der Belgen werd, ging hij niet in op verzoeken om grootmeester van het Grootoosten van België (Grand Orient de Belgique) te worden. Wel moedigde hij een van zijn vertrouwensmannen, Goswin de Stassart, aan om deze functie te aanvaarden en hij benoemde luitenant-generaal Mathieu Brialmont, vrijmetselaar, tot zijn adjudant. Hij bleef de vrijmetselarij gunstig gezind tot ze een instelling werd die, onder liberale invloed, geen verdere steun meer verleende aan zijn unionistische politiek. Gedurende zijn hele regering klonk één artikel van de statuten van het Grootoosten van België als: "Tous les documents émanant du Grand Orient de Belgique portent en exergue: « À la gloire du Grand Architecte de l'Univers et sous la Haute Protection de Sa Majesté Léopold Ier, roi des Belges. »" (Alle documenten die van het Grootoosten van België uitgaan dragen als voortitel: «Ter ere van de Opperbouwmeester des Heelals en onder de Hoge Bescherming van Zijne Majesteit Leopold I, koning der Belgen»). Na zijn dood werd de formule (vermeld op alle documenten) eindelijk veranderd tot juist « Au nom du Grand Orient de Belgique » («Namens het Grootoosten van België») om ook de OBMDH buiten de statuten te gooien.

## Eerbetoon

### Eretekens
Leopold werd gedurende zijn leven reeds voor zijn koningschap verschillende keren lid gemaakt van oude ordes. Door zijn verwantschap met de Britse vorstin was hij ridder in de Orde van de Kousenband. Ook in Rusland werd hij lid gemaakt van belangrijke Russische ordes.
- België: Grootmeester met Keten in de Leopoldsorde
- België: Militair Kruis 1ste Klasse,
- Denemarken: Ridder Orde van de Olifant Denemarken,
- Frankrijk: Grootkruis Legioen van Eer
- Verenigd Koninkrijk: Ridder Orde van de Kousenband
- Verenigd Koninkrijk: Grootkruis Victoria Orde
- Nederland: Ridder grootkruis Orde van de Nederlandse Leeuw
- Noorwegen: Grootkruis St. Olav Orde
- Zweden: Ridder Serafijnenorde
- Luxemburg: Grootkruis Orde van de Gouden Leeuw van Nassau
- Spanje: Ridder Orde van het Gulden Vlies
- Spanje: Ridder Grootkruis Orde van Karel III
- Grootkruis in de Orde van Albert de Dappere Anhalt
- Ridder in de Orde van Trouw
- Grootkruis in de Orde van de Leeuw van Zähringen
- Brazilië: Grootkruis in de Orde van het Zuiderkruis
- Groot Commandeur in de Huisorde van Hohenzollern
- Grootkruis in de Orde van St. Etienne
- Ordeketen in de Orde van de Allerheiligste Boodschap
- Malta: Grootkruis van Eer en Devotie Soevereine en Militaire Orde van Malta
- Portugal: Ordeketen in de Orde van Toren en Zwaard
- Ridder in de Orde van de Zwarte Adelaar
- Grootkruis in de Orde van de Rode Adelaar Pruisen
- Roemenië: Grootkruis in de Orde van de Ster
- Ridder in de Orde van Sint Andreas
- Ridder in de Orde van Alexander Nevsky
- Ridder in de Orde van de Witte Adelaar
- Grootkruis in de Orde van Sint Anna
- Grootkruis in de Hertogelijke Huisorde van Saksen
- Kroonorde van Saksen
- Grootkruis in de Orde van de Witte Valk
- Grootkruis in de Orde van Osmaan
- Grootkruis in de Kroonorde Württemberg

### Monumenten
- Verschillende teksten in het voorportaal van de Egyptische tempel van de Antwerpse Zoo brengen hulde aan de nieuwe koning, naar aanleiding van de inhuldiging.[10]
- In de plenaire vergaderzaal van de Kamer van volksvertegenwoordigers staat centraal een standbeeld van Leopold.
- Een standbeeld in de badplaats De Panne herinnert aan de intrede van Leopold I in België.
- Boven de Congreskolom staat een standbeeld van Leopold I.
- Een neogotisch monument van Leopold I in het Koninklijk Domein van Laken beëindigt de as die vertrekt aan het portaal van het kasteel van Laken.
- Op de Leopoldplaats in Antwerpen staat een ruiterstandbeeld van Leopold I.
- Op het Leopold I-plein in Oostende staat eveneens een ruiterstandbeeld van Leopold I, vervaardigd door Jacques de Lalaing. Het werd onthuld in 1901.

## Galerij

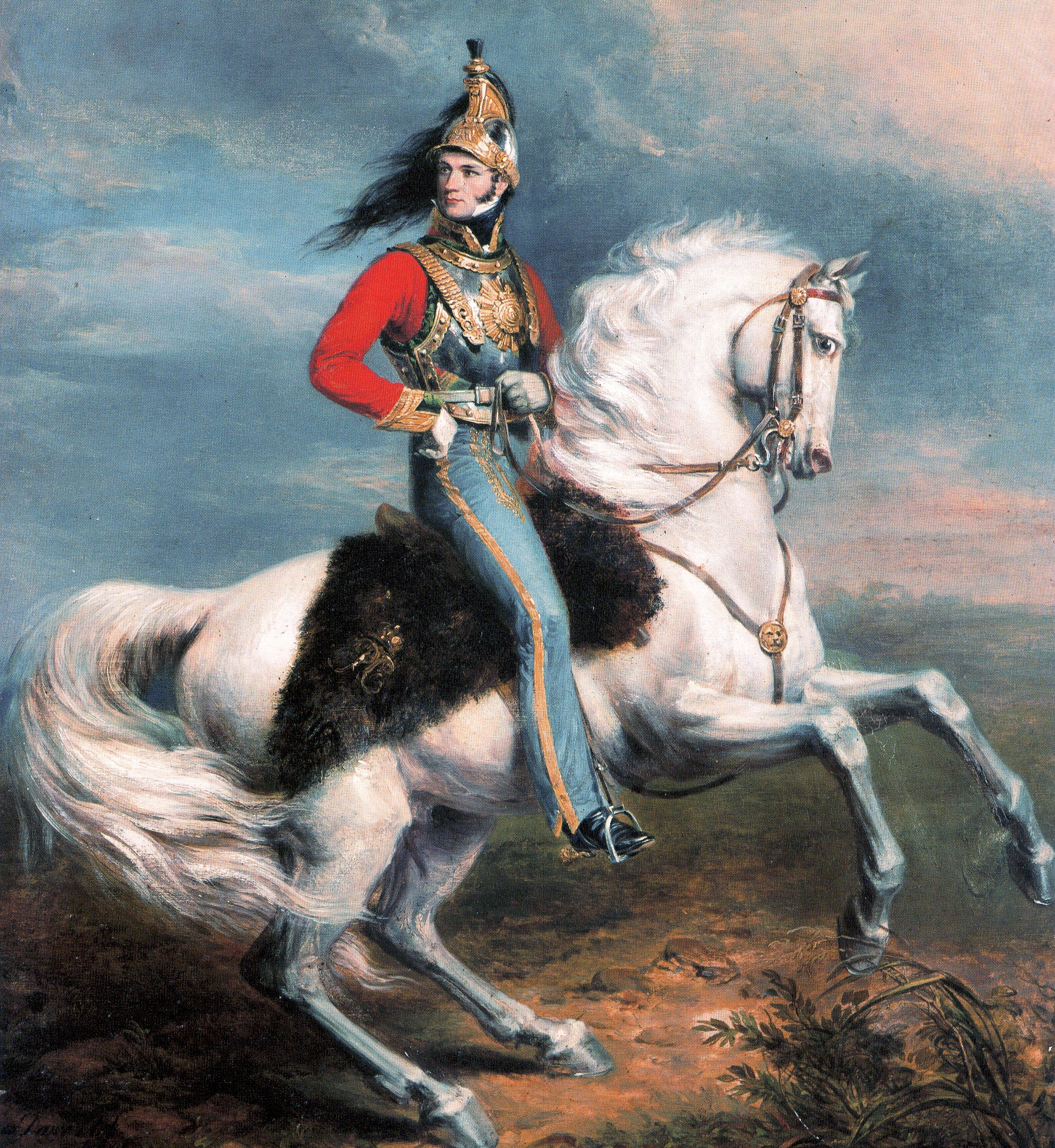
Ruiterportret
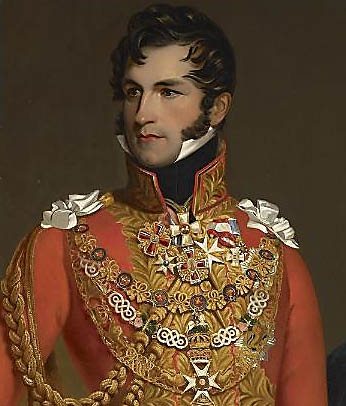
Rond 1840
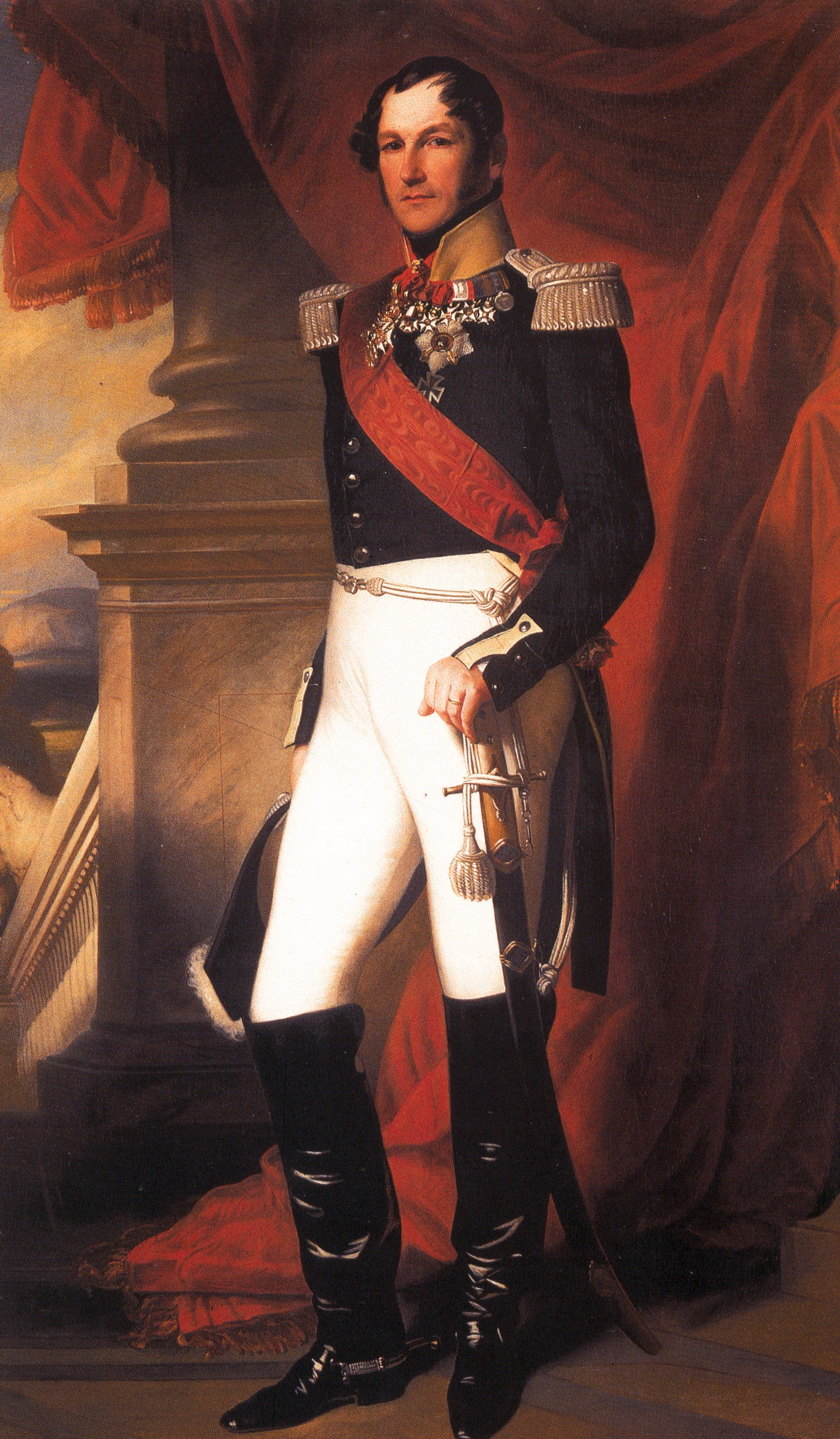
1840

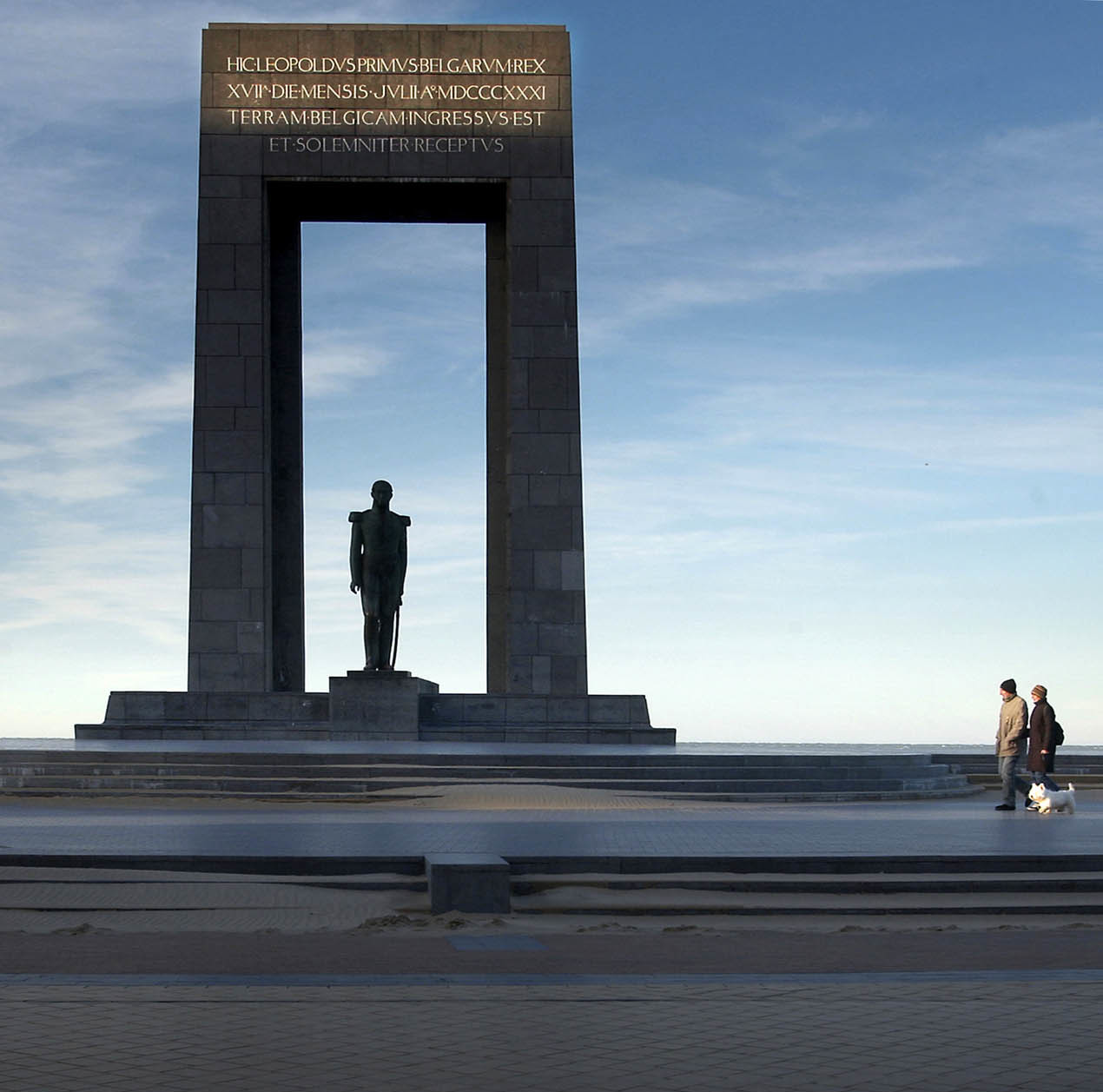
Standbeeld in De Panne
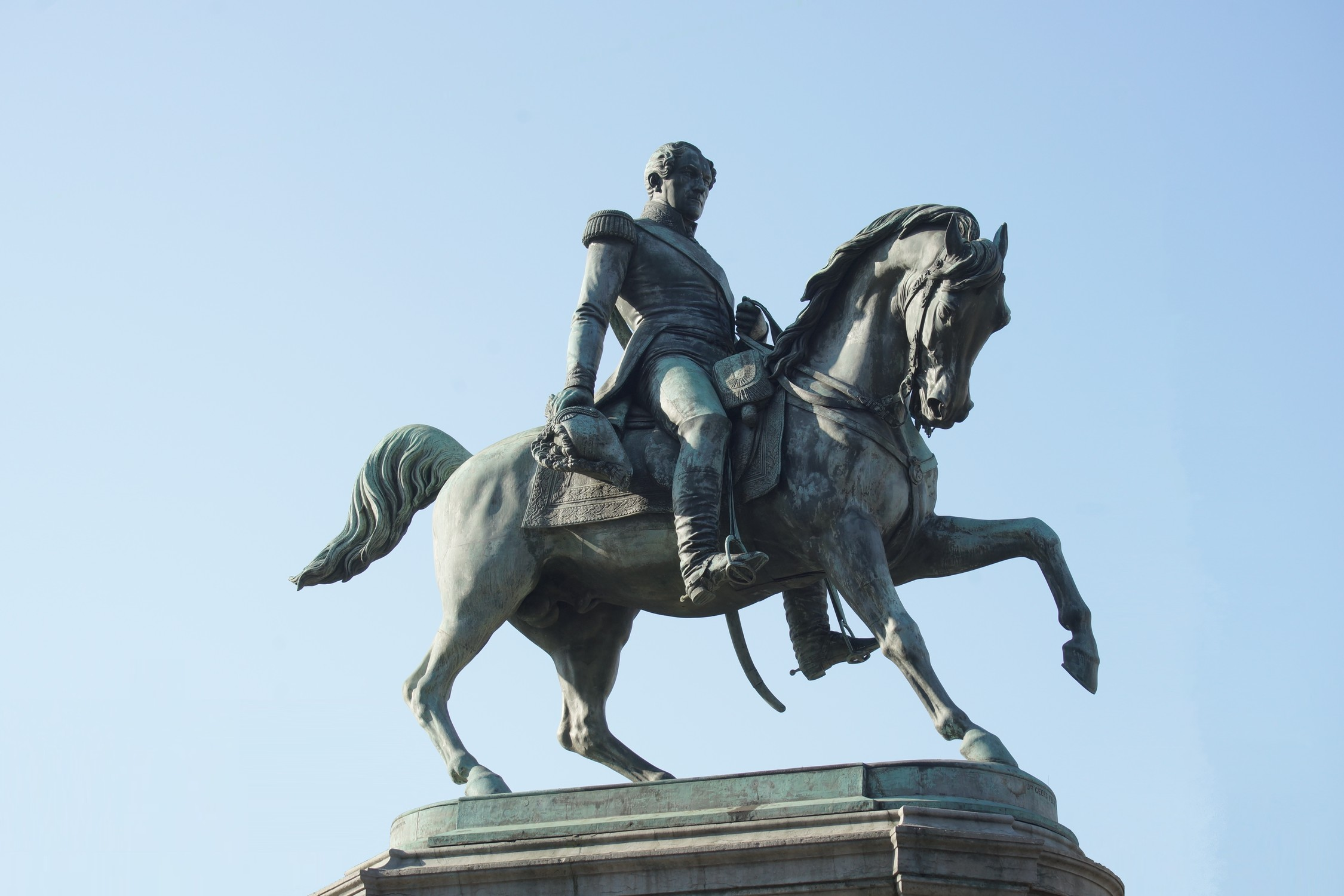
Ruiterstandbeeld in Antwerpen
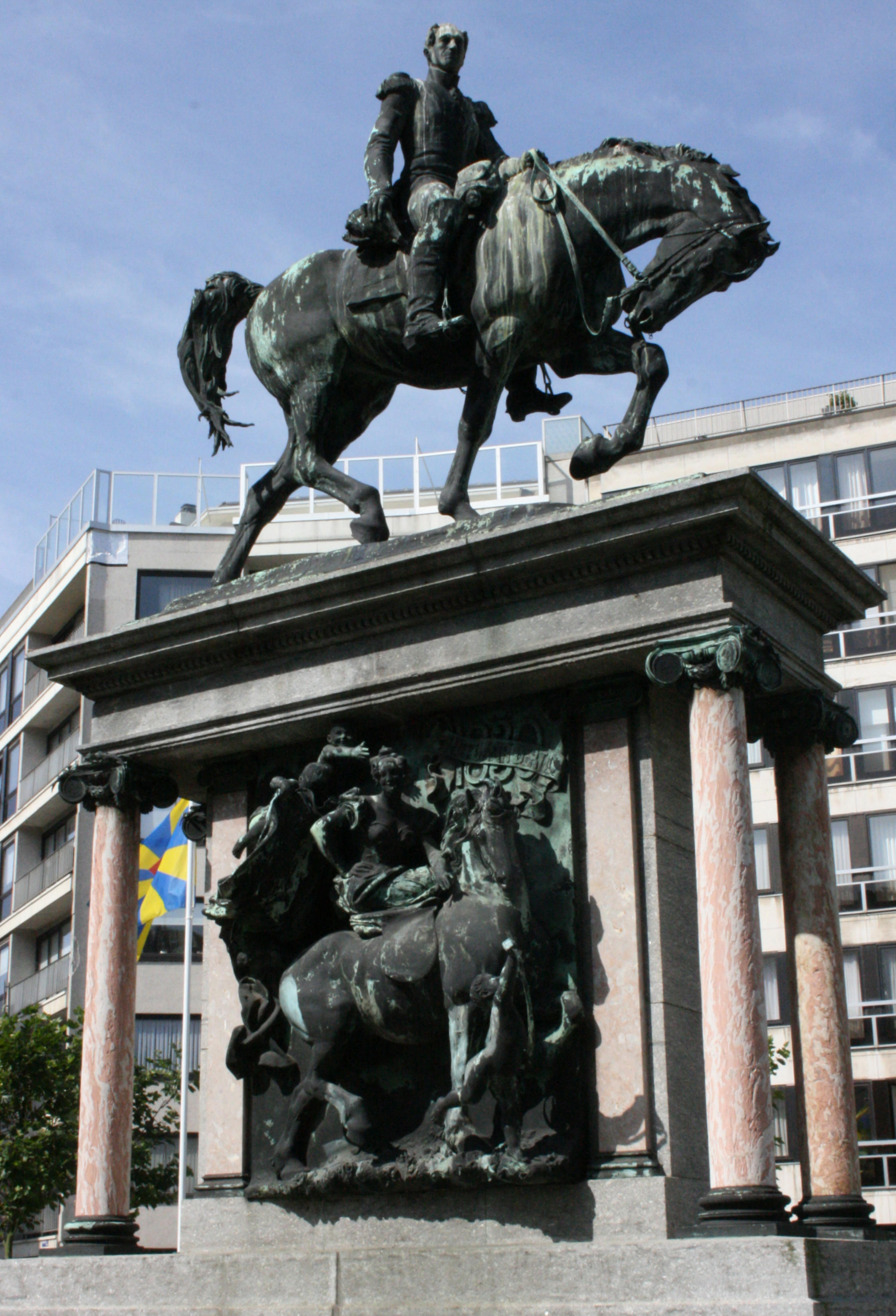
Ruiterstandbeeld in Oostende

## Kwartierstaat
| Frans Jozias van Saksen-Coburg-Saalfeld (1697-1764) | Frans Jozias van Saksen-Coburg-Saalfeld (1697-1764) | Frans Jozias van Saksen-Coburg-Saalfeld (1697-1764) | Frans Jozias van Saksen-Coburg-Saalfeld (1697-1764) | Frans Jozias van Saksen-Coburg-Saalfeld (1697-1764)   | Frans Jozias van Saksen-Coburg-Saalfeld (1697-1764)   | Anna Sophia van Schwarzburg-Rudolstadt (1700-1780)    | Anna Sophia van Schwarzburg-Rudolstadt (1700-1780)    | Anna Sophia van Schwarzburg-Rudolstadt (1700-1780)    | Anna Sophia van Schwarzburg-Rudolstadt (1700-1780)    | Anna Sophia van Schwarzburg-Rudolstadt (1700-1780) | Anna Sophia van Schwarzburg-Rudolstadt (1700-1780) |                                                   |                                                   | Ferdinand Albrecht II van Brunswijk-Wolfenbüttel (1680-1735) | Ferdinand Albrecht II van Brunswijk-Wolfenbüttel (1680-1735) | Ferdinand Albrecht II van Brunswijk-Wolfenbüttel (1680-1735) | Ferdinand Albrecht II van Brunswijk-Wolfenbüttel (1680-1735) | Ferdinand Albrecht II van Brunswijk-Wolfenbüttel (1680-1735) | Ferdinand Albrecht II van Brunswijk-Wolfenbüttel (1680-1735) | Antoinette Amalia van Brunswijk-Wolfenbüttel (1696-1772) | Antoinette Amalia van Brunswijk-Wolfenbüttel (1696-1772) | Antoinette Amalia van Brunswijk-Wolfenbüttel (1696-1772) | Antoinette Amalia van Brunswijk-Wolfenbüttel (1696-1772) | Antoinette Amalia van Brunswijk-Wolfenbüttel (1696-1772) | Antoinette Amalia van Brunswijk-Wolfenbüttel (1696-1772) |                                                |                                                | Hendrik XXIX van Reuss-Ebersdorf (1699-1747)   | Hendrik XXIX van Reuss-Ebersdorf (1699-1747)   | Hendrik XXIX van Reuss-Ebersdorf (1699-1747) | Hendrik XXIX van Reuss-Ebersdorf (1699-1747) | Hendrik XXIX van Reuss-Ebersdorf (1699-1747)                          | Hendrik XXIX van Reuss-Ebersdorf (1699-1747)                          | Sophie Theodora van Castell-Remlingen (1703-1777)                     | Sophie Theodora van Castell-Remlingen (1703-1777)                     | Sophie Theodora van Castell-Remlingen (1703-1777)                     | Sophie Theodora van Castell-Remlingen (1703-1777)                     | Sophie Theodora van Castell-Remlingen (1703-1777)     | Sophie Theodora van Castell-Remlingen (1703-1777)     |                                                       |                                                       | Georg August van Erbach-Schönberg (1691-1758)         | Georg August van Erbach-Schönberg (1691-1758)         | Georg August van Erbach-Schönberg (1691-1758)       | Georg August van Erbach-Schönberg (1691-1758)       | Georg August van Erbach-Schönberg (1691-1758)       | Georg August van Erbach-Schönberg (1691-1758)       | Ferdinande Henriette van Stolberg-Gedern (1699-1750) | Ferdinande Henriette van Stolberg-Gedern (1699-1750) | Ferdinande Henriette van Stolberg-Gedern (1699-1750) | Ferdinande Henriette van Stolberg-Gedern (1699-1750) | Ferdinande Henriette van Stolberg-Gedern (1699-1750) | Ferdinande Henriette van Stolberg-Gedern (1699-1750) |  |  |  |  |  |  |  |  |  |  |  |  |  |  |  |  |  |  |  |  |  |  |  |  |  |  |  |  |  |  |  |  |  |  |  |  |  |  |  |  |  |  |  |  |  |  |  |  |
| Frans Jozias van Saksen-Coburg-Saalfeld (1697-1764) | Frans Jozias van Saksen-Coburg-Saalfeld (1697-1764) | Frans Jozias van Saksen-Coburg-Saalfeld (1697-1764) | Frans Jozias van Saksen-Coburg-Saalfeld (1697-1764) | Frans Jozias van Saksen-Coburg-Saalfeld (1697-1764)   | Frans Jozias van Saksen-Coburg-Saalfeld (1697-1764)   | Anna Sophia van Schwarzburg-Rudolstadt (1700-1780)    | Anna Sophia van Schwarzburg-Rudolstadt (1700-1780)    | Anna Sophia van Schwarzburg-Rudolstadt (1700-1780)    | Anna Sophia van Schwarzburg-Rudolstadt (1700-1780)    | Anna Sophia van Schwarzburg-Rudolstadt (1700-1780) | Anna Sophia van Schwarzburg-Rudolstadt (1700-1780) |                                                   |                                                   | Ferdinand Albrecht II van Brunswijk-Wolfenbüttel (1680-1735) | Ferdinand Albrecht II van Brunswijk-Wolfenbüttel (1680-1735) | Ferdinand Albrecht II van Brunswijk-Wolfenbüttel (1680-1735) | Ferdinand Albrecht II van Brunswijk-Wolfenbüttel (1680-1735) | Ferdinand Albrecht II van Brunswijk-Wolfenbüttel (1680-1735) | Ferdinand Albrecht II van Brunswijk-Wolfenbüttel (1680-1735) | Antoinette Amalia van Brunswijk-Wolfenbüttel (1696-1772) | Antoinette Amalia van Brunswijk-Wolfenbüttel (1696-1772) | Antoinette Amalia van Brunswijk-Wolfenbüttel (1696-1772) | Antoinette Amalia van Brunswijk-Wolfenbüttel (1696-1772) | Antoinette Amalia van Brunswijk-Wolfenbüttel (1696-1772) | Antoinette Amalia van Brunswijk-Wolfenbüttel (1696-1772) |                                                |                                                | Hendrik XXIX van Reuss-Ebersdorf (1699-1747)   | Hendrik XXIX van Reuss-Ebersdorf (1699-1747)   | Hendrik XXIX van Reuss-Ebersdorf (1699-1747) | Hendrik XXIX van Reuss-Ebersdorf (1699-1747) | Hendrik XXIX van Reuss-Ebersdorf (1699-1747)                          | Hendrik XXIX van Reuss-Ebersdorf (1699-1747)                          | Sophie Theodora van Castell-Remlingen (1703-1777)                     | Sophie Theodora van Castell-Remlingen (1703-1777)                     | Sophie Theodora van Castell-Remlingen (1703-1777)                     | Sophie Theodora van Castell-Remlingen (1703-1777)                     | Sophie Theodora van Castell-Remlingen (1703-1777)     | Sophie Theodora van Castell-Remlingen (1703-1777)     |                                                       |                                                       | Georg August van Erbach-Schönberg (1691-1758)         | Georg August van Erbach-Schönberg (1691-1758)         | Georg August van Erbach-Schönberg (1691-1758)       | Georg August van Erbach-Schönberg (1691-1758)       | Georg August van Erbach-Schönberg (1691-1758)       | Georg August van Erbach-Schönberg (1691-1758)       | Ferdinande Henriette van Stolberg-Gedern (1699-1750) | Ferdinande Henriette van Stolberg-Gedern (1699-1750) | Ferdinande Henriette van Stolberg-Gedern (1699-1750) | Ferdinande Henriette van Stolberg-Gedern (1699-1750) | Ferdinande Henriette van Stolberg-Gedern (1699-1750) | Ferdinande Henriette van Stolberg-Gedern (1699-1750) |  |  |  |  |  |  |  |  |  |  |  |  |  |  |  |  |  |  |  |  |  |  |  |  |  |  |  |  |  |  |  |  |  |  |  |  |  |  |  |  |  |  |  |  |  |  |  |  |
|                                                     |                                                     |                                                     |                                                     |                                                       |                                                       |                                                       |                                                       |                                                       |                                                       |                                                    |                                                    |                                                   |                                                   |                                                              |                                                              |                                                              |                                                              |                                                              |                                                              |                                                          |                                                          |                                                          |                                                          |                                                          |                                                          |                                                |                                                |                                                |                                                |                                              |                                              |                                                                       |                                                                       |                                                                       |                                                                       |                                                                       |                                                                       |                                                       |                                                       |                                                       |                                                       |                                                       |                                                       |                                                     |                                                     |                                                     |                                                     |                                                      |                                                      |                                                      |                                                      |                                                      |                                                      |  |  |  |  |  |  |  |  |  |  |  |  |  |  |  |  |  |  |  |  |  |  |  |  |  |  |  |  |  |  |  |  |  |  |  |  |  |  |  |  |  |  |  |  |  |  |  |  |
|                                                     |                                                     |                                                     |                                                     | Ernst Frederik van Saksen-Coburg-Saalfeld (1724–1800) | Ernst Frederik van Saksen-Coburg-Saalfeld (1724–1800) | Ernst Frederik van Saksen-Coburg-Saalfeld (1724–1800) | Ernst Frederik van Saksen-Coburg-Saalfeld (1724–1800) | Ernst Frederik van Saksen-Coburg-Saalfeld (1724–1800) | Ernst Frederik van Saksen-Coburg-Saalfeld (1724–1800) |                                                    |                                                    |                                                   |                                                   |                                                              |                                                              | Sofie Antoinette van Brunswijk-Wolfenbüttel (1724-1802)      | Sofie Antoinette van Brunswijk-Wolfenbüttel (1724-1802)      | Sofie Antoinette van Brunswijk-Wolfenbüttel (1724-1802)      | Sofie Antoinette van Brunswijk-Wolfenbüttel (1724-1802)      | Sofie Antoinette van Brunswijk-Wolfenbüttel (1724-1802)  | Sofie Antoinette van Brunswijk-Wolfenbüttel (1724-1802)  |                                                          |                                                          |                                                          |                                                          |                                                |                                                |                                                |                                                |                                              |                                              | Hendrik XXIV van Reuss-Ebersdorf (1724-1779)                          | Hendrik XXIV van Reuss-Ebersdorf (1724-1779)                          | Hendrik XXIV van Reuss-Ebersdorf (1724-1779)                          | Hendrik XXIV van Reuss-Ebersdorf (1724-1779)                          | Hendrik XXIV van Reuss-Ebersdorf (1724-1779)                          | Hendrik XXIV van Reuss-Ebersdorf (1724-1779)                          |                                                       |                                                       |                                                       |                                                       |                                                       |                                                       | Caroline Ernestine van Erbach-Schönberg (1727-1796) | Caroline Ernestine van Erbach-Schönberg (1727-1796) | Caroline Ernestine van Erbach-Schönberg (1727-1796) | Caroline Ernestine van Erbach-Schönberg (1727-1796) | Caroline Ernestine van Erbach-Schönberg (1727-1796)  | Caroline Ernestine van Erbach-Schönberg (1727-1796)  |                                                      |                                                      |                                                      |                                                      |  |  |  |  |  |  |  |  |  |  |  |  |  |  |  |  |  |  |  |  |  |  |  |  |  |  |  |  |  |  |  |  |  |  |  |  |  |  |  |  |  |  |  |  |  |  |  |  |
|                                                     |                                                     |                                                     |                                                     | Ernst Frederik van Saksen-Coburg-Saalfeld (1724–1800) | Ernst Frederik van Saksen-Coburg-Saalfeld (1724–1800) | Ernst Frederik van Saksen-Coburg-Saalfeld (1724–1800) | Ernst Frederik van Saksen-Coburg-Saalfeld (1724–1800) | Ernst Frederik van Saksen-Coburg-Saalfeld (1724–1800) | Ernst Frederik van Saksen-Coburg-Saalfeld (1724–1800) |                                                    |                                                    |                                                   |                                                   |                                                              |                                                              | Sofie Antoinette van Brunswijk-Wolfenbüttel (1724-1802)      | Sofie Antoinette van Brunswijk-Wolfenbüttel (1724-1802)      | Sofie Antoinette van Brunswijk-Wolfenbüttel (1724-1802)      | Sofie Antoinette van Brunswijk-Wolfenbüttel (1724-1802)      | Sofie Antoinette van Brunswijk-Wolfenbüttel (1724-1802)  | Sofie Antoinette van Brunswijk-Wolfenbüttel (1724-1802)  |                                                          |                                                          |                                                          |                                                          |                                                |                                                |                                                |                                                |                                              |                                              | Hendrik XXIV van Reuss-Ebersdorf (1724-1779)                          | Hendrik XXIV van Reuss-Ebersdorf (1724-1779)                          | Hendrik XXIV van Reuss-Ebersdorf (1724-1779)                          | Hendrik XXIV van Reuss-Ebersdorf (1724-1779)                          | Hendrik XXIV van Reuss-Ebersdorf (1724-1779)                          | Hendrik XXIV van Reuss-Ebersdorf (1724-1779)                          |                                                       |                                                       |                                                       |                                                       |                                                       |                                                       | Caroline Ernestine van Erbach-Schönberg (1727-1796) | Caroline Ernestine van Erbach-Schönberg (1727-1796) | Caroline Ernestine van Erbach-Schönberg (1727-1796) | Caroline Ernestine van Erbach-Schönberg (1727-1796) | Caroline Ernestine van Erbach-Schönberg (1727-1796)  | Caroline Ernestine van Erbach-Schönberg (1727-1796)  |                                                      |                                                      |                                                      |                                                      |  |  |  |  |  |  |  |  |  |  |  |  |  |  |  |  |  |  |  |  |  |  |  |  |  |  |  |  |  |  |  |  |  |  |  |  |  |  |  |  |  |  |  |  |  |  |  |  |
|                                                     |                                                     |                                                     |                                                     |                                                       |                                                       |                                                       |                                                       |                                                       |                                                       | Frans van Saksen-Coburg-Saalfeld (1750-1806)       | Frans van Saksen-Coburg-Saalfeld (1750-1806)       | Frans van Saksen-Coburg-Saalfeld (1750-1806)      | Frans van Saksen-Coburg-Saalfeld (1750-1806)      | Frans van Saksen-Coburg-Saalfeld (1750-1806)                 | Frans van Saksen-Coburg-Saalfeld (1750-1806)                 |                                                              |                                                              |                                                              |                                                              |                                                          |                                                          |                                                          |                                                          |                                                          |                                                          |                                                |                                                |                                                |                                                |                                              |                                              |                                                                       |                                                                       |                                                                       |                                                                       |                                                                       |                                                                       | Augusta van Reuss-Ebersdorf en Lobenstein (1757-1831) | Augusta van Reuss-Ebersdorf en Lobenstein (1757-1831) | Augusta van Reuss-Ebersdorf en Lobenstein (1757-1831) | Augusta van Reuss-Ebersdorf en Lobenstein (1757-1831) | Augusta van Reuss-Ebersdorf en Lobenstein (1757-1831) | Augusta van Reuss-Ebersdorf en Lobenstein (1757-1831) |                                                     |                                                     |                                                     |                                                     |                                                      |                                                      |                                                      |                                                      |                                                      |                                                      |  |  |  |  |  |  |  |  |  |  |  |  |  |  |  |  |  |  |  |  |  |  |  |  |  |  |  |  |  |  |  |  |  |  |  |  |  |  |  |  |  |  |  |  |  |  |  |  |
|                                                     |                                                     |                                                     |                                                     |                                                       |                                                       |                                                       |                                                       |                                                       |                                                       | Frans van Saksen-Coburg-Saalfeld (1750-1806)       | Frans van Saksen-Coburg-Saalfeld (1750-1806)       | Frans van Saksen-Coburg-Saalfeld (1750-1806)      | Frans van Saksen-Coburg-Saalfeld (1750-1806)      | Frans van Saksen-Coburg-Saalfeld (1750-1806)                 | Frans van Saksen-Coburg-Saalfeld (1750-1806)                 |                                                              |                                                              |                                                              |                                                              |                                                          |                                                          |                                                          |                                                          |                                                          |                                                          |                                                |                                                |                                                |                                                |                                              |                                              |                                                                       |                                                                       |                                                                       |                                                                       |                                                                       |                                                                       | Augusta van Reuss-Ebersdorf en Lobenstein (1757-1831) | Augusta van Reuss-Ebersdorf en Lobenstein (1757-1831) | Augusta van Reuss-Ebersdorf en Lobenstein (1757-1831) | Augusta van Reuss-Ebersdorf en Lobenstein (1757-1831) | Augusta van Reuss-Ebersdorf en Lobenstein (1757-1831) | Augusta van Reuss-Ebersdorf en Lobenstein (1757-1831) |                                                     |                                                     |                                                     |                                                     |                                                      |                                                      |                                                      |                                                      |                                                      |                                                      |  |  |  |  |  |  |  |  |  |  |  |  |  |  |  |  |  |  |  |  |  |  |  |  |  |  |  |  |  |  |  |  |  |  |  |  |  |  |  |  |  |  |  |  |  |  |  |  |
|                                                     |                                                     |                                                     |                                                     |                                                       |                                                       |                                                       |                                                       |                                                       |                                                       |                                                    |                                                    |                                                   |                                                   |                                                              |                                                              |                                                              |                                                              |                                                              |                                                              |                                                          |                                                          |                                                          |                                                          |                                                          |                                                          |                                                |                                                |                                                |                                                |                                              |                                              |                                                                       |                                                                       |                                                                       |                                                                       |                                                                       |                                                                       |                                                       |                                                       |                                                       |                                                       |                                                       |                                                       |                                                     |                                                     |                                                     |                                                     |                                                      |                                                      |                                                      |                                                      |                                                      |                                                      |  |  |  |  |  |  |  |  |  |  |  |  |  |  |  |  |  |  |  |  |  |  |  |  |  |  |  |  |  |  |  |  |  |  |  |  |  |  |  |  |  |  |  |  |  |  |  |  |
|                                                     |                                                     |                                                     |                                                     |                                                       |                                                       |                                                       |                                                       |                                                       |                                                       |                                                    |                                                    |                                                   |                                                   |                                                              |                                                              |                                                              |                                                              |                                                              |                                                              |                                                          |                                                          |                                                          |                                                          |                                                          |                                                          |                                                |                                                |                                                |                                                |                                              |                                              |                                                                       |                                                                       |                                                                       |                                                                       |                                                                       |                                                                       |                                                       |                                                       |                                                       |                                                       |                                                       |                                                       |                                                     |                                                     |                                                     |                                                     |                                                      |                                                      |                                                      |                                                      |                                                      |                                                      |  |  |  |  |  |  |  |  |  |  |  |  |  |  |  |  |  |  |  |  |  |  |  |  |  |  |  |  |  |  |  |  |  |  |  |  |  |  |  |  |  |  |  |  |  |  |  |  |
| Sophie van Saksen-Coburg-Saalfeld (1778-1835)       | Sophie van Saksen-Coburg-Saalfeld (1778-1835)       | Sophie van Saksen-Coburg-Saalfeld (1778-1835)       | Sophie van Saksen-Coburg-Saalfeld (1778-1835)       | Sophie van Saksen-Coburg-Saalfeld (1778-1835)         | Sophie van Saksen-Coburg-Saalfeld (1778-1835)         |                                                       |                                                       | Antoinette van Saksen-Coburg-Saalfeld (1779-1825)     | Antoinette van Saksen-Coburg-Saalfeld (1779-1825)     | Antoinette van Saksen-Coburg-Saalfeld (1779-1825)  | Antoinette van Saksen-Coburg-Saalfeld (1779-1825)  | Antoinette van Saksen-Coburg-Saalfeld (1779-1825) | Antoinette van Saksen-Coburg-Saalfeld (1779-1825) |                                                              |                                                              | Juliana van Saksen-Coburg-Saalfeld (1781-1860)               | Juliana van Saksen-Coburg-Saalfeld (1781-1860)               | Juliana van Saksen-Coburg-Saalfeld (1781-1860)               | Juliana van Saksen-Coburg-Saalfeld (1781-1860)               | Juliana van Saksen-Coburg-Saalfeld (1781-1860)           | Juliana van Saksen-Coburg-Saalfeld (1781-1860)           |                                                          |                                                          | Ernst I van Saksen-Coburg en Gotha (1784-1844)           | Ernst I van Saksen-Coburg en Gotha (1784-1844)           | Ernst I van Saksen-Coburg en Gotha (1784-1844) | Ernst I van Saksen-Coburg en Gotha (1784-1844) | Ernst I van Saksen-Coburg en Gotha (1784-1844) | Ernst I van Saksen-Coburg en Gotha (1784-1844) |                                              |                                              | Ferdinand George August van Saksen-Coburg-Saalfeld-Koháry (1785-1851) | Ferdinand George August van Saksen-Coburg-Saalfeld-Koháry (1785-1851) | Ferdinand George August van Saksen-Coburg-Saalfeld-Koháry (1785-1851) | Ferdinand George August van Saksen-Coburg-Saalfeld-Koháry (1785-1851) | Ferdinand George August van Saksen-Coburg-Saalfeld-Koháry (1785-1851) | Ferdinand George August van Saksen-Coburg-Saalfeld-Koháry (1785-1851) |                                                       |                                                       | Victoire van Saksen-Coburg-Saalfeld (1786-1861)       | Victoire van Saksen-Coburg-Saalfeld (1786-1861)       | Victoire van Saksen-Coburg-Saalfeld (1786-1861)       | Victoire van Saksen-Coburg-Saalfeld (1786-1861)       | Victoire van Saksen-Coburg-Saalfeld (1786-1861)     | Victoire van Saksen-Coburg-Saalfeld (1786-1861)     |                                                     |                                                     | Leopold I van België (1790-1865)                     | Leopold I van België (1790-1865)                     | Leopold I van België (1790-1865)                     | Leopold I van België (1790-1865)                     | Leopold I van België (1790-1865)                     | Leopold I van België (1790-1865)                     |  |  |  |  |  |  |  |  |  |  |  |  |  |  |  |  |  |  |  |  |  |  |  |  |  |  |  |  |  |  |  |  |  |  |  |  |  |  |  |  |  |  |  |  |  |  |  |  |